# Love Locked Out
Love Locked Out è un dipinto ad olio di Anna Lea Merritt, esposto per la prima volta alla Royal Academy of Arts nel 1890; divenne il primo quadro di un'artista donna acquistato per la collezione nazionale britannica attraverso il lascito di Francis Leggatt Chantrey.

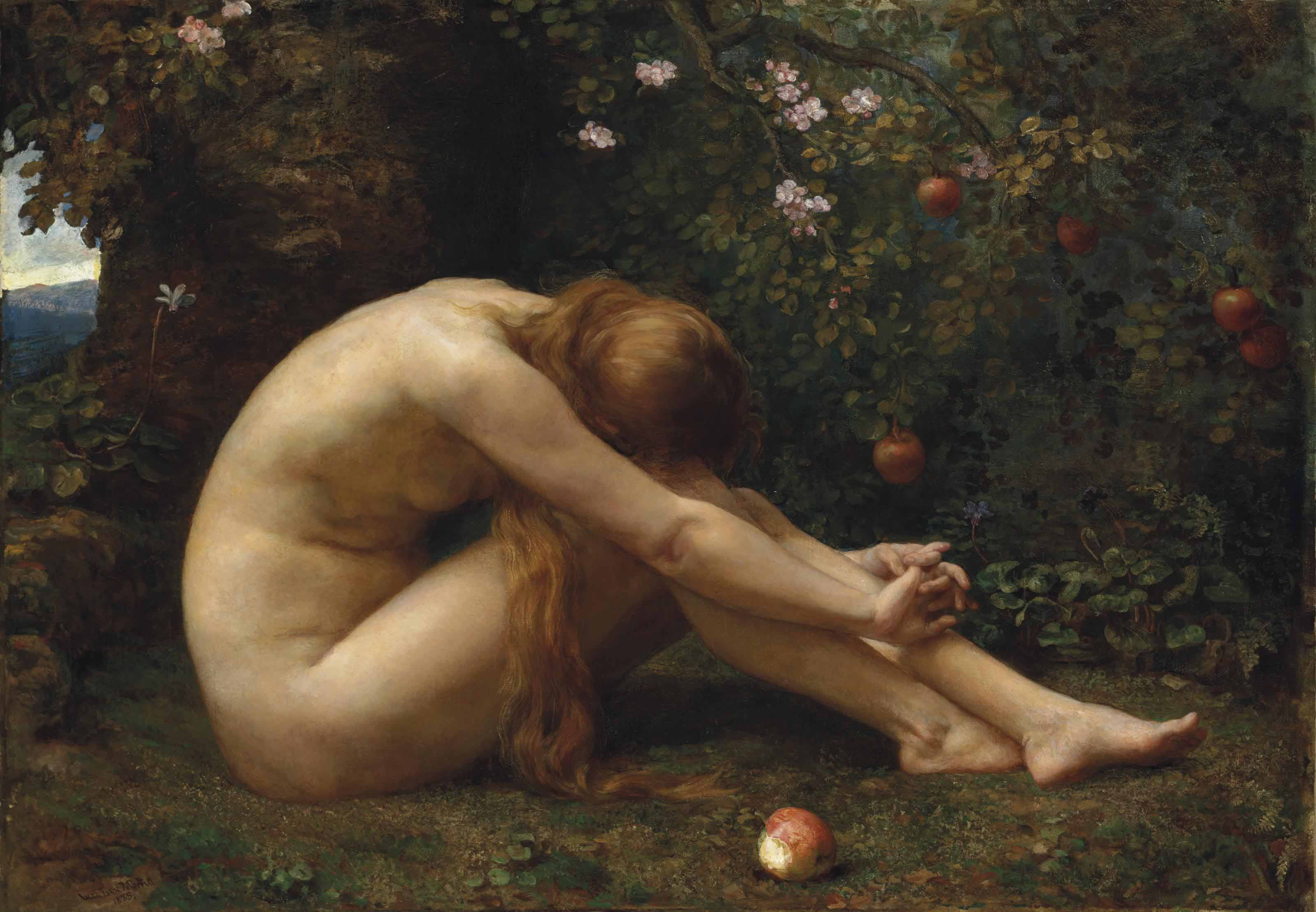
Eva presa dal rimorso, 1895.

Il soggetto è Cupido, o Amore, raffigurato come un bambino nudo che cerca invano di aprire la porta di un mausoleo. I suoi sforzi sono vani; una lampada vuota rovesciata in terra e la luce dell'alba sembrano suggerire che i tentativi si siano protratti tutta la notte.
Il primo dipinto dell'artista raffigurante un nudo, Eva presa dal rimorso, si era scontrato con recensioni negative dopo aver vinto una medaglia alla Royal Academy nel 1885; questo, invece, che venne realizzato come memoriale del marito scomparso tre mesi dopo il loro matrimonio, venne accolto favorevolmente nonostante raffigurasse un modello nudo e questa volta di sesso maschile, un argomento controverso per le artiste donne di quel tempo. Merritt riuscì a evitare la censura scegliendo un bambino, piuttosto che un adulto, come modello, a differenza di quanto aveva fatto con la Eva presa dal rimorso.
Il dipinto è stato posto in relazione all'opera di William Holman Hunt La luce del mondo, uno dei più famosi quadri di soggetto religioso di un autore inglese del XIX secolo
Poiché si tratta di uno dei lavori più notevoli creati da un pittore americano, Love Locked Out è stato incluso nel catalogo del 1905 intitolato Women Painters of the World. Il nome del dipinto è stato anche ripreso per il titolo delle memorie di Anna Lea Merritt, edite da Galina Gorokhoff nel 1982.